# Lily Bollinger
Pour les articles homonymes, voir Bollinger.
Lily Bollinger, née Élisabeth Law de Lauriston-Boubers le 2 octobre 1899 à Évreux (Eure) et morte le 22 février 1977 à Aÿ (Marne), est une femme d'affaires française, directrice emblématique de la maison de champagne Bollinger de 1941 à 1971.

## Biographie
Fille du baron Olivier Law de Lauriston-Boubers, officier de cavalerie, administrateur de la Société lyonnaise des eaux et de l'éclairage, et de Berthe de Marsay, elle épouse Jacques Bollinger le 10 novembre 1923, directeur général des champagnes Bollinger et petit-fils du fondateur Jacques Joseph Bollinger.
Après le décès de son mari en 1941, elle prend la présidence de la maison Bollinger et la dirige jusqu'en 1971.
Elle lance la cuvée Bollinger R.D. en 1961, puis la cuvée Vieilles Vignes Françaises en 1969, et donne à la marque une ampleur internationale.
Ses neveux Claude d'Hautefeuille et Christian Bizot (en) lui succéderont tour à tour.

## Distinction
- 1976 :  Chevalier de l'ordre national du Mérite.